# Puchacz (Sokole Góry)
Puchacz (402 m) – wzgórze na Wyżynie Częstochowskiej, pomiędzy Olsztynem a Zrębicami w województwie śląskim. Administracyjnie położone jest w obrębie miejscowości Olsztyn. Znajduje się w północno-wschodniej części Sokolich Gór, ok. 400 m na południowy wschód od wzgórza Pustelnica. Wysokość względna nad znajdującą się po jego północno-wschodniej stronie suchą doliną wynosi prawie 100 m. Dolina ta oddziela Puchacza od wzniesienia Knieje (364 m).
Znaczna część Puchacza znajduje się w obrębie rezerwatu przyrody Sokole Góry. Wzgórze jest porośnięte lasem, w którym występują liczne skałki wapienne. Największe z nich to Skrzat i Soczewka. W skałach znajdują się jaskinie i schroniska podskalne: Jaskinia Fikuśna, Jaskinia Komarowa, Jaskinia Maurycego, Jaskinia w Dziedzińcu, Jaskinia w Wysokiej Turni, Schronisko Boczne], Schronisko koło Jaskini Maurycego, Schronisko koło Jaskini Maurycego Drugie, Schronisko Królicze], Schronisko Niskie w Puchaczu, Schronisko pod Kamieniem, Schronisko pod Nyżą w Puchaczu, Schronisko w Skałce w Puchaczu, Schronisko Wysokie, Schronisko za Trawersem w Puchaczu, Schronisko za Wantą w Puchaczu.
Przez Puchacza prowadzi kilka szlaków turystycznych i ścieżka edukacyjna. Skały Skrzat i Soczewka były obiektami wspinaczki skalnej, od czasu utworzenia rezerwatu przyrody wspinaczka na nich została zabroniona.